# Bistum Boké
Das Bistum Boké (lat.: Dioecesis Bokeensis) ist eine in Guinea gelegene römisch-katholische Diözese mit Sitz in Boké.

## Geschichte
Papst Franziskus errichtete das Bistum am 22. Februar 2024 aus Gebietsabtretungen des Erzbistums Conakry, dem er das neue Bistum als Suffragandiözese unterstellte. Zum ersten Diözesanbischof ernannte er Moïse Tinguiano. Die Kathedrale des Bistums ist die vormalige Pfarrkirche Herz Jesu in Boké.